# Drum Workshop

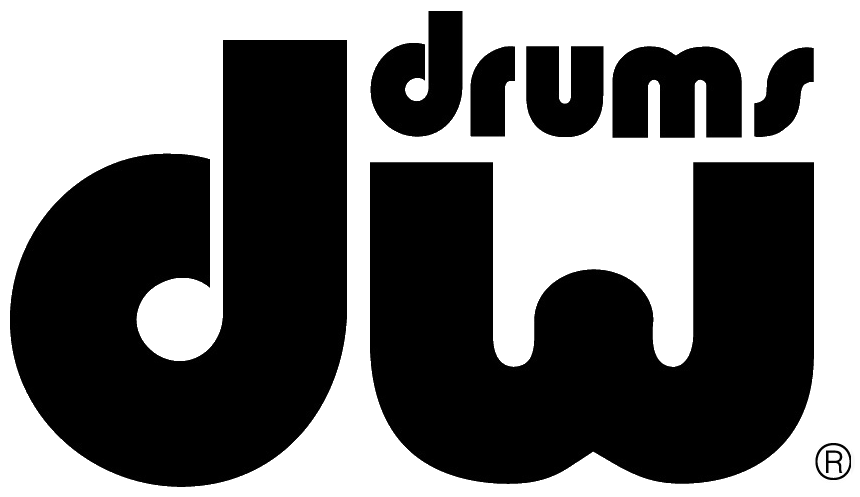
Logo van DW Drums

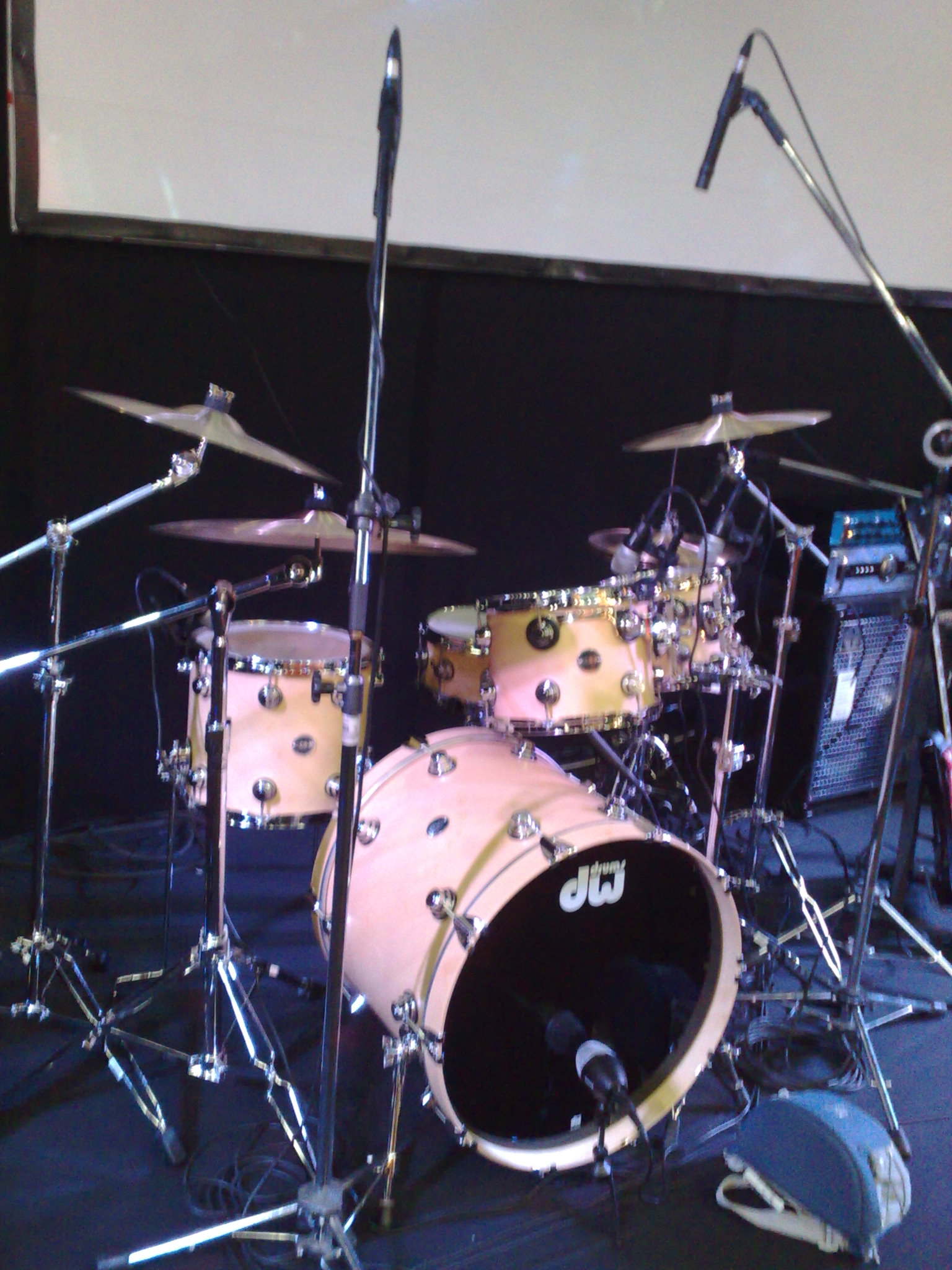
Een drumstel van DW

Drum Workshop, ook bekend als DW Drums of DW, is een Amerikaans fabrikant van slagwerkinstrumenten die werd opgericht in 1972. Het bedrijf fabriceert drumstellen, snarentrommels, basspedalen en aanverwante accessoires.

## Geschiedenis
Drum Workshop werd opgericht in 1972 door Don Lombardi. Hij gaf drumlessen en ging met een student drumonderdelen verkopen. Hun eerste product was een in hoogte verstelbare stoel.
DW groeide uit tot een groter bedrijf en nam Pacific Drums and Percussion (PDP) over voor het fabriceren en aanbieden van budgetdrums.
In 2015 nam Drum Workshop de merken Gretsch, Ovation, Latin Percussion, Toca Percussion, Gibraltar en KAT over. In november 2019 werd ook Slingerland overgenomen van Gibson.

## Producten
Bekende drumlijnen van Drum Workshop zijn de Collector's, Performance, Design, Jazz en ECO-X series.

## Bekende artiesten
DW wordt onder meer door de volgende drummers bespeeld: Max Weinberg, Chad Smith, Jonathan Moffett, Dave Grohl, Dominic Howard, Steve Jocz, Brooks Wackerman, Peter Criss, Neil Peart, Nick Mason en Christoph Schneider.